# Zespół Birt-Hogg-Dubé
Zespół Birt-Hogg-Dubé (ang. Birt-Hogg-Dubé syndrome, BHD, fibrofolliculomas with trichodiscomas and acrochordons, Hornstein-Knickenberg syndrome) – rzadka choroba genetyczna o dziedziczeniu autosomalnym dominującym, charakteryzująca się nienowotworowymi guzami skóry twarzy, klatki piersiowej i szyi, wywodzącymi się z komórek mieszków włosowych – włókniakoziarniczakami (fibrofolliculomata), torbielami płuc, skłonnością do samoistnej odmy opłucnowej, a także predyspozycją do guzów nowotworowych, zwłaszcza raka nerki. Zespół spowodowany jest mutacjami w genie FLCN w locus 17p11.2 kodującym folikulinę.
Zespół opisali w 1977 roku trzej kanadyjscy lekarze: Arthur R. Birt, Georgina R. Hogg i W. J. Dubé.